# George Kirbye
George Kirbye (geb. um 1565; gest. 1634) war ein englischer Komponist der späten Tudorzeit und frühen jakobinischen Ära. Er war eines der Mitglieder der englischen Madrigalschule, komponierte aber auch geistliche Musik.
Seine bedeutendsten musikalischen Beiträge waren die Psalmvertonungen, die er 1592 für Este's Psalter schrieb, die Madrigale, die er für die Triumphs of Oriana (1601) schrieb, die berühmte Sammlung, die Elisabeth I. gewidmet ist, und eine eigenständige Reihe von Madrigalen, die 1597 veröffentlicht wurde.
Seine Komposition Vox in Rama (Eine Stimme in Rama) ist eine 6-stimmige Motette für das Fest der Unschuldigen Kinder (Holy Innocents' day).